# Pseudohemisus verrucosus
Espèce
"Pseudohemisus" verrucosus est une espèce d'amphibiens de la famille des Microhylidae dont la position taxonomique est incertaine (Incertae sedis).

## Répartition
Cette espèce a été découverte sur l'île de Madagascar.

## Publication originale
- Angel, 1930 : Description de deux espèces nouvelles de batraciens de Madagascar, appartenant au genre Pseudohemisus. Bulletin du Museum National d'Histoire Naturelle, Paris, sér. 2, vol. 2, p. 70-74.